# Melstone
Melstone ist eine Ortschaft im Musselshell County im US-Bundesstaat Montana. Laut Volkszählung im Jahr 2000 hatte sie eine Einwohnerzahl von 136 auf einer Fläche von 1,8 km². Die Bevölkerungsdichte liegt bei 76 pro km².

## Persönlichkeiten
- Evelyn Sharp (1919–1944), Pilotin